# Исаия
Иса̀я (според българската православна Библия Исаия, на иврит: יְשַׁעְיָהוּ, Yeshayahu, в прев. „Спасението е в Бог“) е един от великите старозаветни пророци, живял през 8 век пр.н.е. в Юдея. Пророчествата му са предимно свързвани с концепцията за Месията, както и с нуждата от „връщане към Бога“. Показва особена чувствителност към проблемите на обикновените хора и често критикува открито отношението на аристокрацията към тях.

## Биография
Исая е роден в Йерусалим около 765 г. пр.н.е. Произхожда от знатно семейство на еврейски свещеници. Пророческите си видения започва да получава на около 20-годишна възраст.
Годината на смъртта му не е известна. Предполага се, че умира по време на царуването на Езекия, но е възможно да е доживял възкачването на престола на Манасий. Според някои апокрифи, Исая завършва живота си като мъченик именно по време на гоненията, организирани от Манасий.